# Trachycephalus typhonius

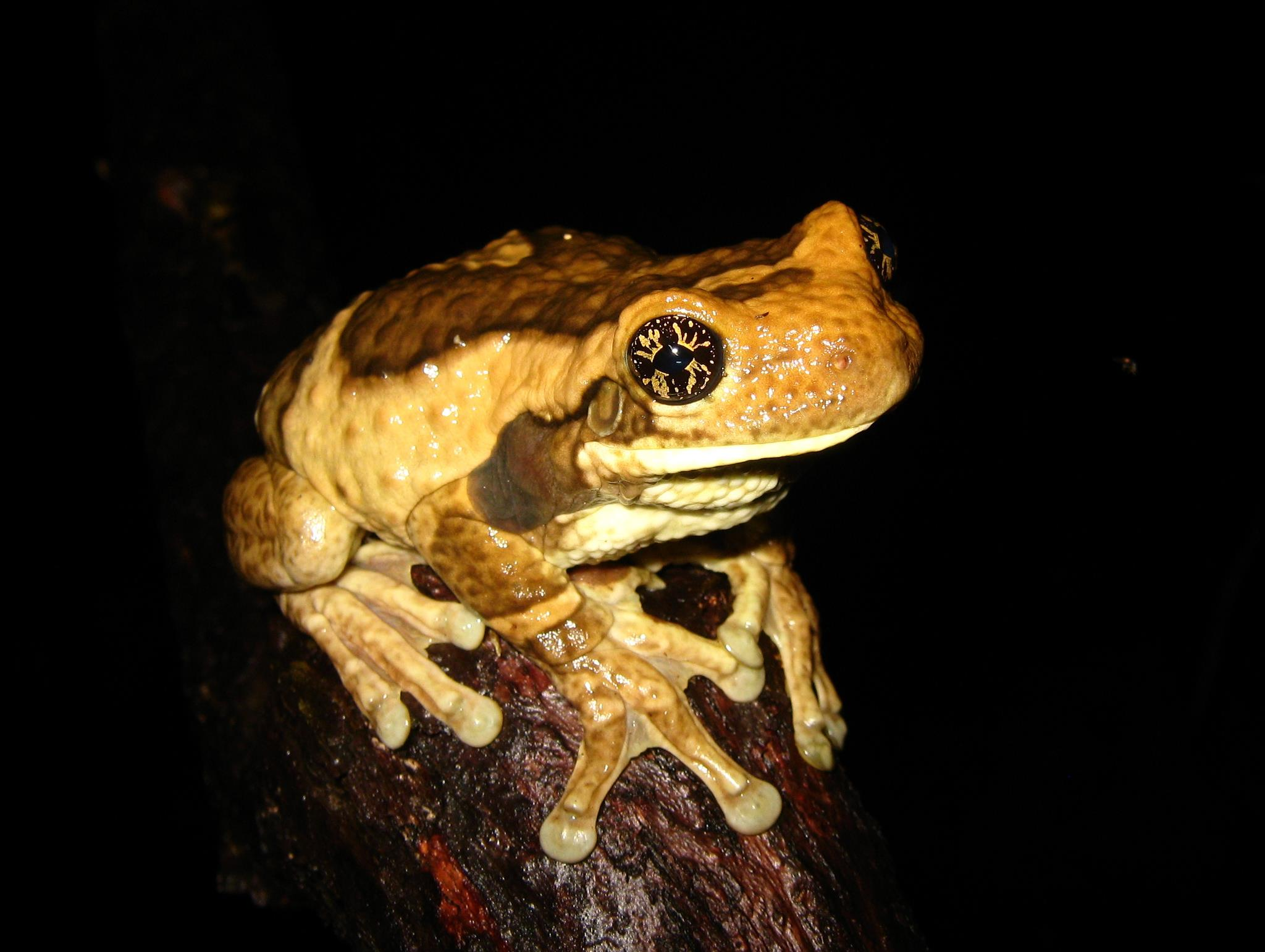
Macho de Trachycephalus typonius, Chamela, Jalisco, México.

La rana arborícola lechosa o rana lechera común (Trachycephalus typhonius) es una especie de anfibio de la familia Hylidae. Alcanza una longitud hocico cloaca de 8 cm, las hembras son más grandes que los machos. Sus ojos son grandes con pupilas elípticas bordeadas de flecos dorados. El color del cuerpo es muy variado, frecuentemente tienen manchas de color café bordeadas de negro sobre un fondo gris o café claro, el vientre es claro sin manchas. Su piel es granular y posee glándulas que secretan una sustancia tóxica, similar a una resina blanca y pegajosa que aturde a sus depredadores. En los humanos esta sustancia solamente causa irritación al tener contacto con los ojos o zonas sensibles del cuerpo. Se distribuye desde el norte de Sonora y Tamaulipas en México, hasta el norte de Argentina. Sus hábitats naturales incluyen bosques tropicales o subtropicales secos, zonas de arbustos, praderas a baja altitud, ríos, corrientes intermitentes de agua, lagos de agua dulce, marismas de agua dulce, corrientes intermitentes de agua, tierra arable, pastos, plantaciones, jardines rurales, áreas urbanas, zonas previamente boscosas ahora muy degradadas, zonas de almacenamiento de aguas y estanques. La Lista Roja de la UICN la tiene como en preocupación menor (LC).

## Distribución
Su amplia distribución abarca parte de Norteamérica en México y hasta Argentina, encontrándose en los siguientes países: Argentina, Belice, Bolivia, Brasil, Colombia, Costa Rica, Ecuador, El Salvador, Guayana Francesa, Guatemala, Guayana, Honduras, México, Nicaragua, Panamá, Paraguay, Perú, Surinam, Trinidad y Tobago y Venezuela.

## Nombres comunes
Debido a su extensa distribución tiene muchos nombres comunes, algunos de ellos son, además de rana arborícola lechosa, y rana lechera común, también: rana arborícola veteada, rana arbórea, rana lechosa de árbol, rana venulosa, y en maya quech, x-túuts´.